# بروك نيل
بروك نيل (بالإنجليزية: Brooke Neal)‏ هي لاعب هوكي الحقل نيوزيلندية، ولدت في 4 يوليو 1992 في وانغاري في نيوزيلندا.

## وصلات خارجية
- بروك نيل على موقع اللجنة الأولمبية الدولية (الإنجليزية)
- بروك نيل على موقع أوليمبيديا (الإنجليزية)
- بروك نيل على موقع اللجنة الأولمبية النيوزيلندية (الإنجليزية)